# Korpus Afrykański
Korpus Afrykański (ros. Африканский корпус) – rosyjska formacja najemniczo-ochotnicza utworzona w listopadzie 2023 roku w celu zagwarantowania realizacji interesów polityczno-ekonomicznych Federacji Rosyjskiej w Afryce. Organizacja nie wchodzi w skład Sił Zbrojnych Federacji Rosyjskiej, ale faktycznie podlega kontroli struktur państwowych i wojskowych Federacji Rosyjskiej.
Korpus Afrykański ma docelowo zastąpić misje Grupy Wagnera w Burkina Faso, Libii, Mali, Nigrze i Republice Środkowoafrykańskiej (RŚA).

## Tło
W dniach 23–24 czerwca 2023 roku na terenie Rosji doszło do tzw. buntu Grupy Wagnera i Jewgienija Prigożyna. Rozpoczął się on od oskarżenia przez Prigożyna armii rosyjskiej o atak rakietowy i artyleryjski na obóz szkoleniowy Grupy Wagnera, gdzie miało zginąć nawet 2000 członków tej formacji. Wobec tego Prigożyn ogłosił marsz na Moskwę. Był to punkt kulminacyjny sporu, który trwał pomiędzy dowództwem Grupy Wagnera a Ministrem Obrony Siergiejem Szojgu i Siłami Zbrojnymi Federacji Rosyjskiej. Prigożyn oskarżał armię o opieszałość czy niedostateczne zabezpieczenie logistyczne sił walczących na Ukrainie. 24 czerwca siły Grupy Wagnera wkroczyły do Rostowa nad Donem, gdzie doszło do zajęcia sztabu Południowego Okręgu Wojskowego oraz innych obiektów wojskowych. Część sił skierowała się z kolei w kierunku Moskwy. Jednak wieczorem tego samego dnia Prigożyn ogłosił wycofanie sił Grupy Wagnera do pierwotnych miejsc dyslokacji. Po buncie Prigożyn wraz z Grupą Wagnera mieli zostać przeniesieni na Białoruś, jednak dokładne miejsce przebywania lidera organizacji nie było znane. 23 sierpnia poinformowano, że w obwodzie twerskim, doszło do katastrofy lotniczej, w której rozbił się samolot Embraer Legacy 600 lecący z Moskwy do Petersburga, a na jego pokładzie znajdować się miał Prigożyn. 27 sierpnia agencja TASS potwierdziła jego śmierć, natomiast według administracji amerykańskiej samolot miał zostać zestrzelony przez samych Rosjan.

## Powstanie, struktura i zadania Korpusu Afrykańskiego
Po śmierci Prigożyna struktury Grupy Wagnera zaczęto podporządkowywać Ministerstwu Obrony i Rosgwardii. Około 400 najemników pełni funkcję instruktorów Sił Zbrojnych Republiki Białorusi. Działania te miały na celu podporządkowanie działań struktur stworzonych przez Prigożyna ekonomicznym, politycznym i zbrojnym celom państwa. Działania te nie zakładały zerwania z dotychczasowym modelem działania Grupy Wagnera poza granicami kraju, głównie w Afryce. Postanowiono je kontynuować, ale poprzez nową strukturę, ściślej kontrolowaną przez struktury państwowe. Za proces formowania korpusu odpowiedzialny został wiceminister obrony Junus-biek Jewkurow. Był on też członkiem rosyjskiej delegacji, która od sierpnia do września 2023 roku udała się do państw afrykańskich, w których operowała Grupa Wagnera, aby namówić lokalnych polityków do korzystania z usług formacji kontrolowanych przez armię.
21 listopada 2023 roku ogłoszono powstanie Korpusu Afrykańskiego i rozpoczęto rekrutowanie do niego nowych członków. Do służby w organizacji mogą zostać także oddelegowani żołnierze regularnej armii, którzy w takiej sytuacji mieliby zachować swoje stopnie i przywileje. Docelowo w strukturze ma się znaleźć od 20 do 40 tysięcy osób. Pracę w nowej strukturze zaoferowano także najemnikom z Grupy Wagnera. Nową organizację poddano ściślejszej kontroli instytucji państwowych i struktur wojskowych (Ministerstwa Obrony, GRU, FSB czy Gwardii Narodowej). Zadaniem Korpusu Afrykańskiego ma być ochrona państw afrykańskich przed wpływami zachodnimi, ochrona lokalnych surowców, prowadzenie projektów infrastrukturalnych i humanitarnych oraz umacnianie relacji Rosji z państwami Afryki. Korpus ma także rozszerzać obecność militarną Rosji w Afryce i brać udział w operacjach wojskowych.
Nazwa ma nawiązywać do Korpusu Słowiańskiego, czyli prywatnej firmy wojskowej zarejestrowanej w Hongkongu w 2012 roku, która od 2013 roku działała w Syrii.

## Aktywność organizacji

### Burkina Faso
To pierwsze państwo, w którym Korpus Afrykański rozpoczął pierwszą samodzielną misję. W listopadzie 2023 roku w kraju pojawiła się pierwsza grupa instruktorów z RSB Group, która miała wesprzeć siły rządowe w walce z bojownikami Ansarul al-Islam, a także przygotować przybycie na miejsce właściwego kontyngentu korpusu. Pojawił się on na miejscu 24 stycznia 2024 roku w sile 100 ludzi, których celem będą ochrona przywódcy junty wojskowej Ibrahima Traore, misje patrolowe oraz ochrona infrastruktury drogowej, głównie trasy Wagadugu–Bamako. W departamencie Loumbila założono także pierwszą bazę Korpusu Afrykańskiego. Obecność organizacji zbiegła się w czasie z otwarciem ambasady Federacji Rosyjskiej w stolicy państwa. Planowane jest rozszerzenie misji o kolejnych 200 najemników.

### Libia
Na początku 2024 roku liczba rosyjskiego personelu wojskowego w tym kraju wynosiła 800 osób. Jednak według różnych szacunków w kwietniu liczba ta mogła wzrosnąć do 1800 osób. Cześć z nich to najemnicy z korpusu. W tym samym miesiącu z Tartusu (Syria) do Libii przetransportowano 6 tysięcy ton sprzętu wojskowego. Część z personelu Korpusu Afrykańskiego została od razu przerzucona do Nigru. Pod Bengazi powstał obóz szkoleniowy, w którym najemnicy będą szkolić lokalne formacje.
Szacuje się, że Rosja może zwiększyć liczebność personelu wojskowego i paramilitarnego w Libii do 45 000 osób. Kraj ten stanowi bazę wypadową dla sił mających być rozmieszczonych w głębi kontynentu afrykańskiego.

### Mali
Przejęcie odpowiedzialności za działania Grupy Wagnera w Mali przez Korpus Afrykański ma przebiegać stosunkowo łatwo, ponieważ w tym kraju większość kontyngentu stanowią przedstawiciele Ministerstwa Obrony Rosji. Również przejście najemników na kontrakty z ministerstwem było bezproblemowe. Po śmierci Prigożyna poza walką z ekstremistami islamskimi rosyjski personel zaangażował się w ofensywę na Kidal przeciwko tuareskim separatystom. Podczas działań w północno-wschodniej części Mali Rosjanie mieli stosować „tradycyjne sowieckie metody przeciwpartyzanckie”, do których zaliczono stosowanie przemocy na cywilach, grabieże, egzekucje, podpalenia, niszczenie ujęć wody oraz infrastruktury.
Uczestnictwo w ofensywie na Kidal powiązane jest ze zlokalizowanymi w regionie kopalniami złota. 9 lutego 2024 roku Korpus Afrykański zajął kopalnię w Intahace. W roku poprzednim Grupa Wagnera przejęła kontrolę nad trzema innymi kopalniami tego kruszcu. Rosjanie zaangażowani są także w lobbowanie na rzecz nacjonalizacji lokalnych kopalń złota. Jeszcze w październiku 2023 roku rosyjskie firmy wydobywcze podpisały porozumienie z ministrem Aloussénim Sanou, które miało ułatwić korzystanie z kopalin rosyjskim podmiotom w Mali.

### Niger
4 grudnia 2023 roku junta rządząca Nigrem podpisała umowę o współpracy z rosyjskim Ministerstwem Obrony. 12 kwietnia 2024 do stolicy kraju Niamey przyleciał samolot Ił-76 z bronią przeciwlotniczą oraz setką instruktorów z Korpusu Afrykańskiego, którzy mieli zająć opuszczoną przez Amerykanów bazę w Agadezie. Jak podały rosyjskie media, misja ma na celu budowę wzajemnych relacji oraz szkolenie armii Nigru, a także „zapewnienie kontroli nad przestrzenią powietrzną kraju”.

### Republika Środkowoafrykańska

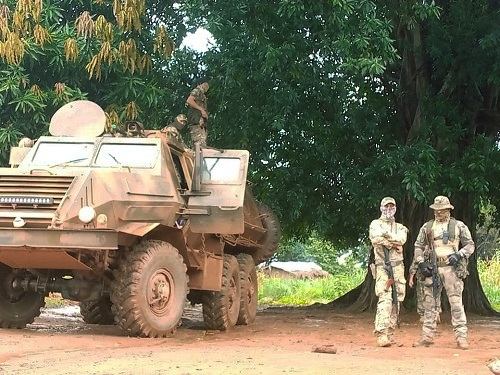
Rosyjscy najemnicy w Republice Środkowoafrykańskiej (2022).

Po śmierci Prigożyna prezydent RŚA Faustin-Archange Touadéra poprosił władze rosyjskie o kontynuowanie współpracy. Preferowano nawet będący już na miejscu personel Grupy Wagnera. W grudniu 2023 roku do RŚA przybył koordynator działań Grupy Wagnera, a lokalne władze zaproponowały utworzenie stałej bazy dla armii rosyjskiej dla 10 000 żołnierzy w dotychczasowej bazie Grupy Wagnera. Obecnie w RŚA ma przebywać 1890 doradców i instruktorów powiązanych z armią i strukturami najemniczymi.
Działania rosyjskich najemników w rejonach, gdzie wydobywane jest złoto, charakteryzują się dużą brutalnością. Najemnicy oskarżani są o porwania, grabieże, terror lokalnej ludności, podpalenia, a nawet morderstwa. Administracja amerykańska podaje, że Rosjanie wykorzystują społeczności górnicze do pozyskiwania kruszcu na własne cele.

### Ukraina
W maju 2024 roku Ministerstwo Obrony Wlk. Brytanii podało, że Rosja wykorzystała jednostki Korpusu Afrykańskiego do ataku na Wołczańsk podczas ofensywy charkowskiej. Najemnicy z tej organizacji mieli się znaleźć na pograniczu ukraińsko-rosyjskim już w kwietniu tego roku. Na potrzeby działań na Ukrainie Korpus Afrykański  ma prowadzić również akcję rekrutacyjną w państwach afrykańskich.

## Działania propagandowe
Z działaniami Korpusu Afrykańskiego powiązana jest African Initiative (AI), która stanowi agencję informacyjną oraz ośrodek ekspercki. AI prowadzi również kanały w komunikatorze Telegram, na których informuje o działaniach korpusu. Struktura zaangażowana jest także w działania promujące Rosję na kontynencie afrykańskim poprzez inicjatywy kulturalne, sportowe i polityczne. Pracownikami African Initiative zostało również wielu ludzi powiązanych z Prigożynem i Grupą Wagnera. Organizacja prowadzi również działania dezinformacyjne, oskarżając Stany Zjednoczone o prowadzenie eksperymentów biologicznych pod pretekstem szczepień.
W działania propagandowe zaangażowana jest także agencja AES Info, która publikuje treści upubliczniane przez wojskowe rządy Mali, Nigru i Burkina Faso komunikaty lub informacje dotyczące wydarzeń w Rosji.
Rosjanie podjęli również współpracę z lokalnymi środkami przekazu, aby prezentować w nich pozytywnie samą Rosję, jak i działania Korpusu Afrykańskiego.